# Methode Heijkoop
De Methode Heijkoop is een methodiek voor het begeleiden van (verstandelijk gehandicapte) cliënten met ernstige probleemgedragingen, beschreven door Jacques Heijkoop. De methode gaat er in beginsel van uit dat "De situatie is vastgelopen, niet de persoon". Het gemis van veiligheid in de omgeving zorgt voor soms erg pijnlijke en bizarre gedragingen bij cliënten, zoals diverse vormen van automutilatie, sterk agressief gedrag jegens mensen en voorwerpen en afsluiting voor de wereld om zich heen.

## Methodiek
Men kijkt naar de achterliggende processen van en de aanleiding tot het probleemgedrag.
Een belangrijk middel daarbij is de video-analyse. De video-analyse stelt de begeleider of verzorger in staat om zeer gedetailleerd en gericht te kijken naar de cliënt, ten bate van de analyse en behandeling van de gedragsproblematiek.
Voor de analyse van het probleemgedrag, kijkt men naar drie verschillende punten, namelijk naar de vorm, de frequentie en de intensiteit.
Vorm
De vorm van het probleemgedrag is de wijze waarop het probleemgedrag zich manifesteert. Men omschrijft hierbij niet alleen de handeling, maar ook de aanloop tot. Het doel hiervan is dat wanneer er een patroon ontdekt is, men in kan gaan grijpen voordat iemand te ver in zijn patroon zit. Door eerder in te grijpen, is de kans op het stoppen van het probleemgedrag groter.
Frequentie
De frequentie van het probleemgedrag staat voor het aantal malen in een bepaalde periode dat het probleemgedrag zich voordoet.
Intensiteit
De intensiteit van het probleemgedrag staat voor de kracht en de snelheid waarmee het gedrag zich voordoet. Daarbij kijkt men ook naar de plaats die het inneemt binnen iemands aandachtsveld.